# Per Christian Jersild

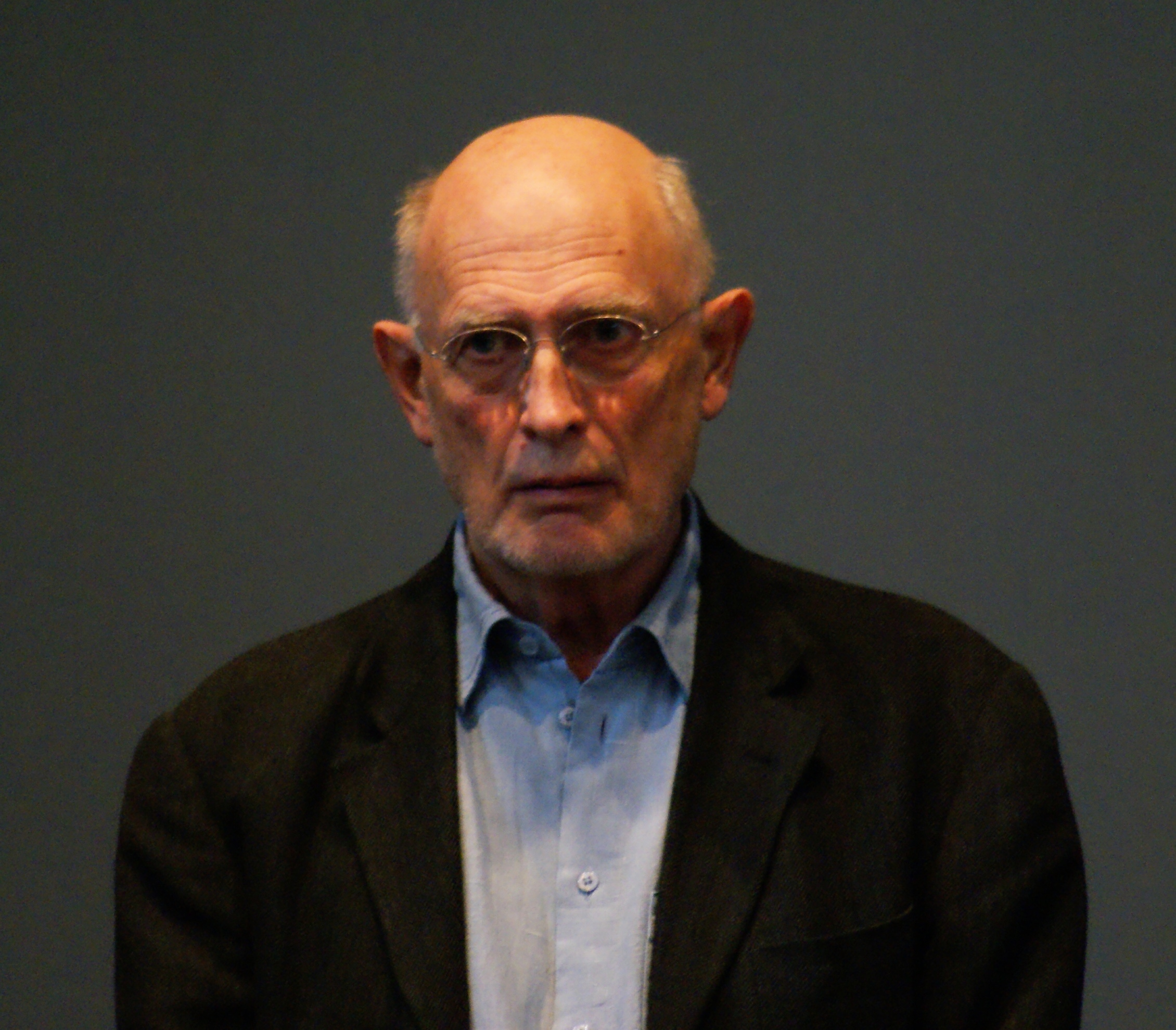
P. C. Jersild 2009

Per Christian Jersild (* 14. März 1935 in Katrineholm, auch P. C. Jersild) ist ein schwedischer Schriftsteller und Arzt.
Jersild hat von 1960 bis heute über 30 Bücher veröffentlicht. Seine bekanntesten Werke sind Barnens ö (Die Insel der Kinder, 1980 von Kay Pollak verfilmt), eine Coming-of-age-Geschichte über einen Jungen, der sich vor der Fahrt ins Ferienlager drückt, um den Sommer allein in Stockholm zu verbringen, und Babels hus (Das Haus zu Babel), in dem er die inhumane Behandlung von Patienten in einem modernen Krankenhaus schildert.
Ab Mitte der 1980er Jahre war Jersild mehrere Jahre lang Kolumnist der Dagens Nyheter.
Von der Universität Uppsala wurde Jersild im Jahr 2000 die Ehrendoktorwürde der Medizin verliehen.

## Auszeichnungen (Auswahl)
- 1965 BMF-Plakette für Calvinols resa genom världen
- 1974 Aniara-Preis
- 1982 Dobloug-Preis
- 1982 BMF-Plakette für Efter floden
- 1990 Kellgren-Preis
- 1996 Litteris et Artibus
- 1998 Großer Preis des Samfundet De Nio
- 2012 Gerard-Bonnier-Preis
- 2018 Königlicher Preis der Schwedischen Akademie

## Bibliographie
- Freier Samstag. Übers. Ortrud Reichel. Hinstorff Verlag 1970
- Calvinols Reise durch die Welt. Übers. Gustav Adolf Modersohn. Carl Hanser Verlag 1970
- Die Tierärztin. Übers. Heidi Ruddigkeit. Reclam-Verlag 1975
- Das Haus zu Babel. Übers. Verena Reichel. Hinstorff Verlag 1980
- Die Insel der Kinder. Übers. Verena Reichel. Verlag Volk und Welt 1983
- Stielauge. Übers. Verena Reichel. Nagel & Kimche Verlag 1985
- Der fünfzigste Erlöser. Übers. Jörg Scherzer[2]. Suhrkamp Verlag 1989
- Mit Lars Ardelius: Gedanken über den Tod. Übers. Jörg Scherzer. Insel Verlag 1992